# Chicago Police Department
Chicago Police Department (CPD) é o principal serviço policial da cidade de Chicago, no estado de Illinois e é subordinado à prefeitura local.

É o segundo maior Departamento de Polícia dos Estados Unidos, precedido, apenas, pelo Departamento de Polícia de Nova Iorque, contando com 13.500 policiais e 1.925 funcionários administrativos.

Selo.

## Cronologia histórica
Principais fatos
1825 – O primeiro policial da região foi Archibald Clybourn, escolhido por ser um cidadão respeitável do condado de Peoria;
1837 – Criação da cidade de Chicago – previsão para a eleição de um Chefe de Polícia e contratação de seis auxiliares;
1855 – Instituição do Departamento de Polícia de Chicago e criação de três distritos policiais;
1860 – Criação do corpo de detetives, para desenvolver as investigações criminais;
1875 – O Comissário, chefe de polícia, passa a ser escolhido pelo prefeito;
1885 – Admissão das mulheres, para guarda das carceragens femininas;
1895 – Adoção do estatuto civil para os policiais e promoções através de provas;
1913 – Extensão das atribuições das policiais femininas.

## Organização

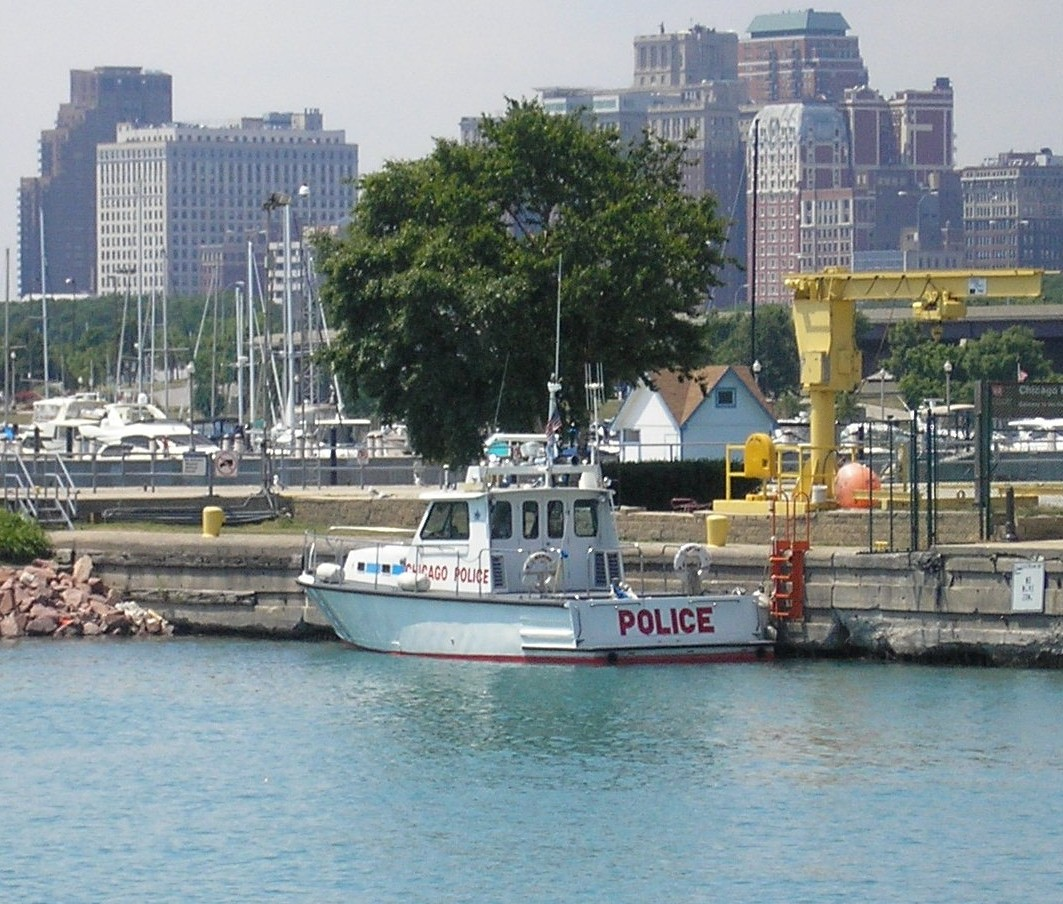
Lancha da Polícia de Chicago.

O Departamento é dirigido pelo Superintendente de Polícia, que comanda cinco divisões que abrangem as principais funções policiais, cada uma delas, dirigida por um Superintendente adjunto:
- Divisão de Administração e Serviços
- Divisão de Investigações
- Divisão de Policiamento
- Divisão de Operações Especiais (SWAT, K-9 etc)
- Divisão de Aplicação de Estratégias de Prevenção Criminal

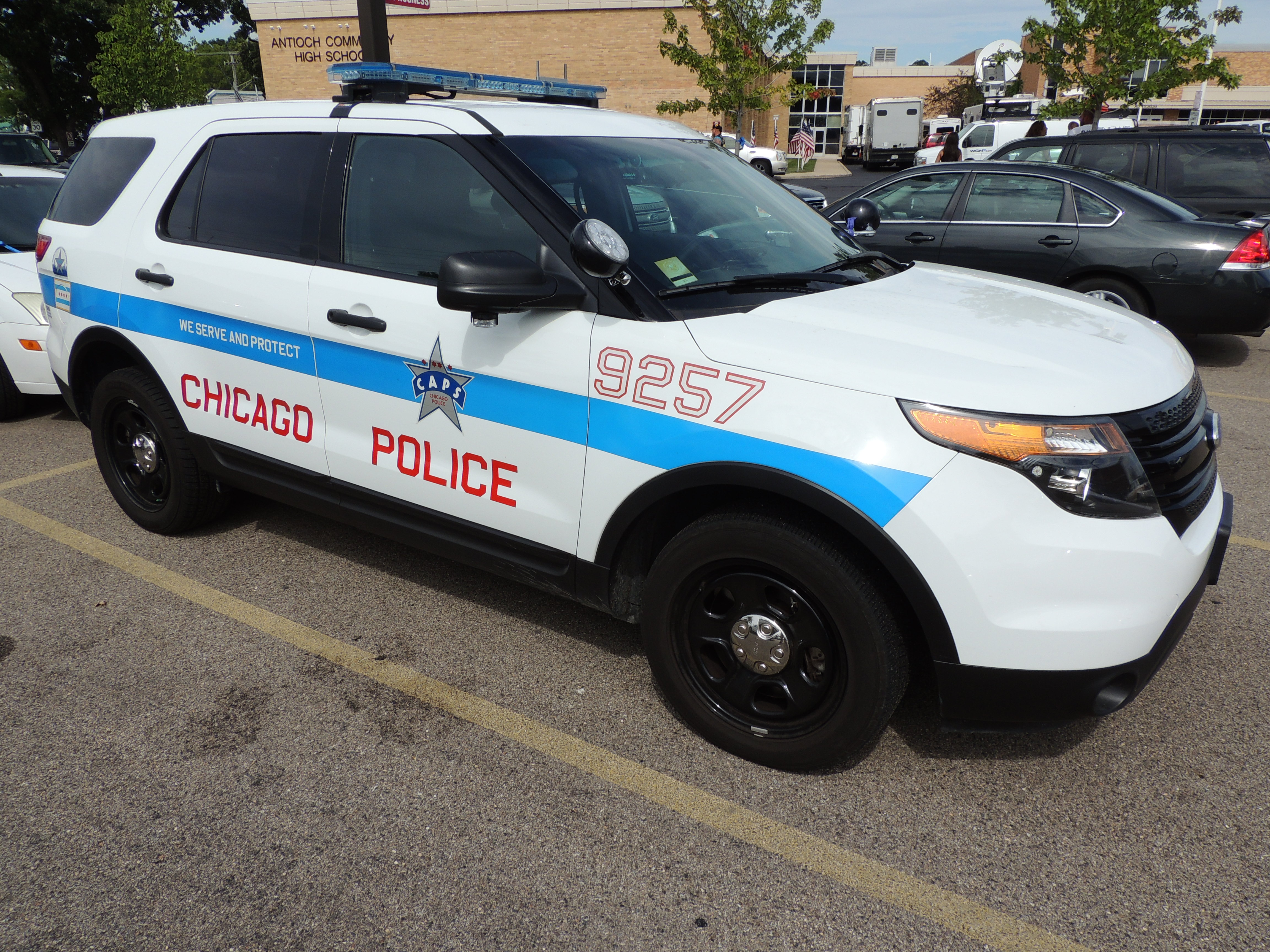
Viatura Ford Police Interceptor Utility

São 25 distritos policiais na cidade dirigidos por um comandante, que se reporta ao Superintendente da Divisão de Policiamento.

## Hierarquia policial

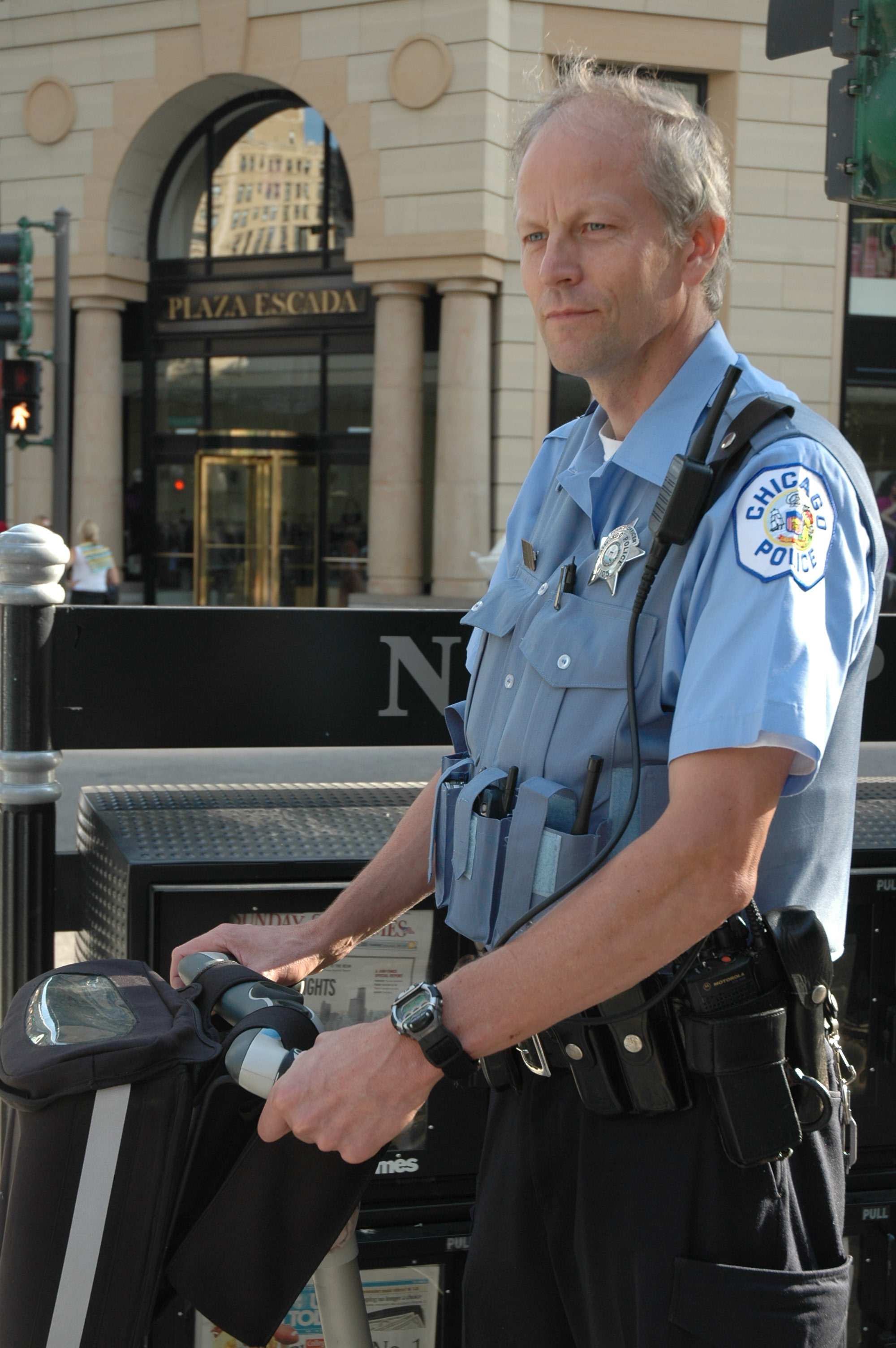
Policial de Chicago em um Segway.

- Superintendente de Polícia
- Superintendente Assistente
- Superintendente Adjunto
- Chefe
- Superintendente Adjunto Assistente
- Chefe Adjunto
- Comandante
- Capitão
- Tenente/Inspetor
- Sargento
- Detetive
- Oficial de polícia (uniformizado)